# Lago delle Lame

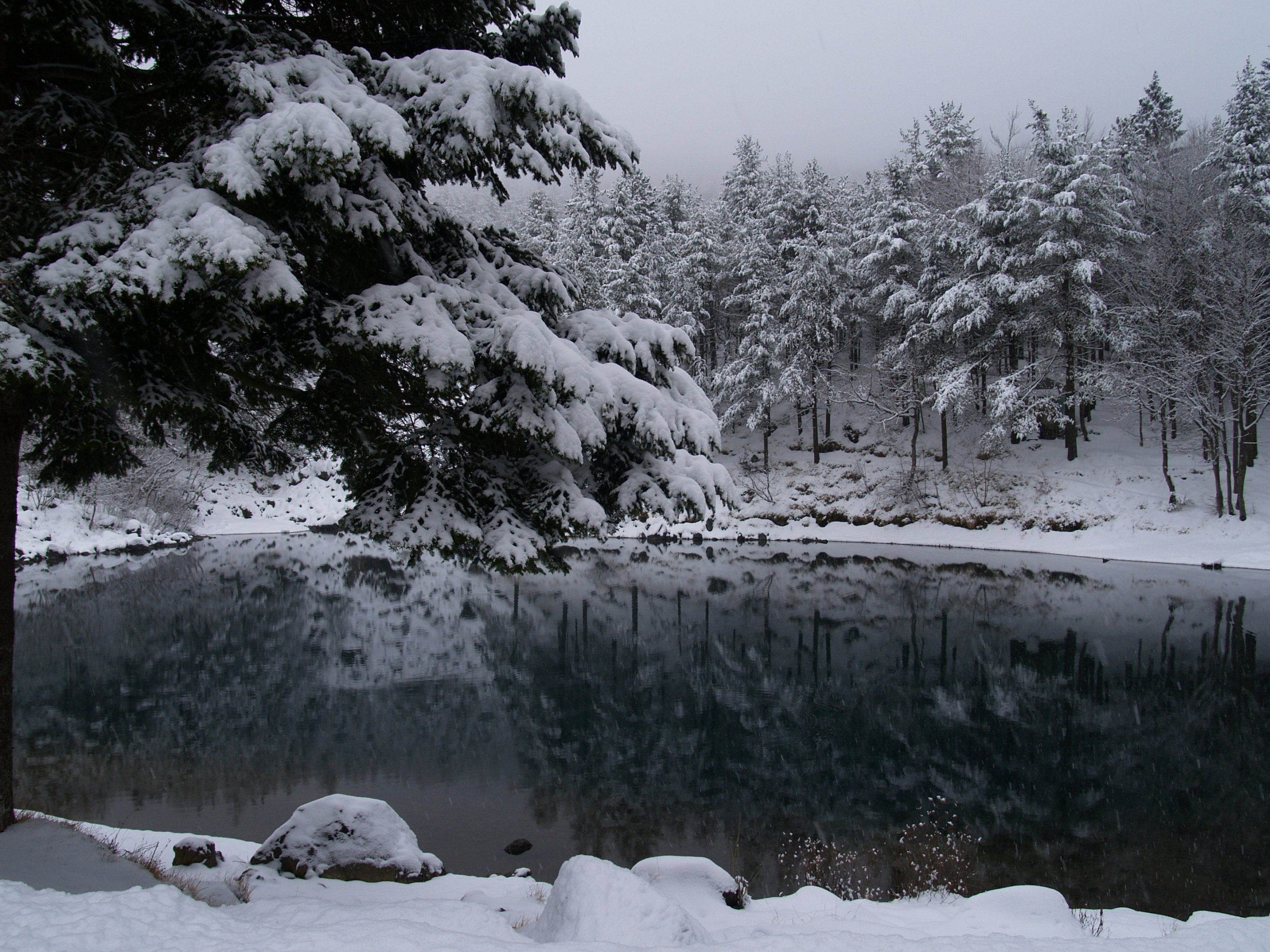
Der Lago delle Lame im Winter

Der Lago delle Lame (zu Deutsch: Klingensee) ist ein kleiner See in der Gemeinde Rezzoaglio in der italienischen Region Ligurien. Er liegt umgeben vom Foresta delle Lame (zu Deutsch: Klingenwald) am Fuße des Monte Aiona und gehört zum Naturpark Aveto. Er befindet sich auf 1085 Metern über Meeresniveau.